# اربعطاش
اربعطاش (به عربی: الأربعطاش) یک شهرداری در الجزایر است که در ناحیه خمیس خشنه واقع شده‌است. اربعطاش ۳۲٬۷۰ کیلومتر مربع مساحت و ۱۹٬۳۵۶c٫ نفر جمعیت دارد.